# Luftsattel

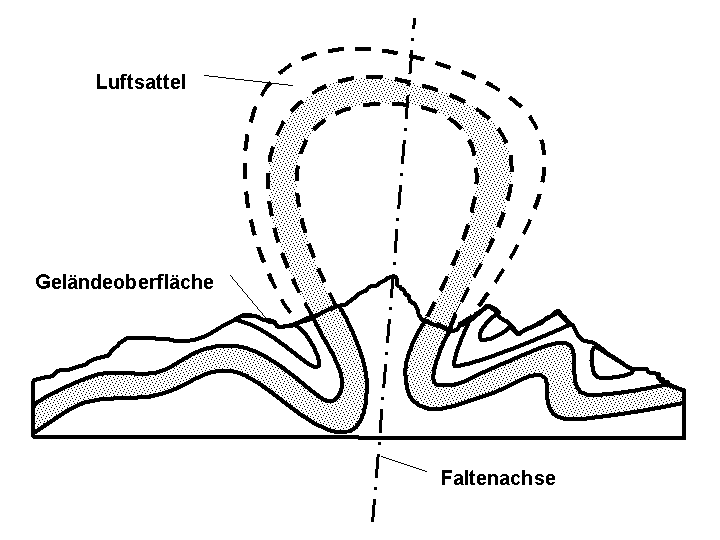
Geologischer Schnitt mit Luftsattel

Als Luftsattel bezeichnet man in der Geologie bei der erdgeschichtlichen Deutung der geologischen Struktur von Gebirgen und Landschaften die gedankliche Ergänzung einer vorhandenen Faltenstruktur um einen Faltensattel.
Ursprünglich gab es an dem entsprechenden Ort im Lauf der erdgeschichtlichen Entwicklung einen Sattel, dessen Scheitel und Flanken dann in späterer Zeit durch Erosion teilweise abgetragen wurden. In geologischen Schnitten werden Luftsättel mit gestrichelten Linien dargestellt, die den vorhandenen Faltenrest an den entsprechenden Stellen ergänzen. 
Der Begriff ist unter anderem in der Bergmannsprache des Ruhrgebiets üblich, da die Flügel von Luftsätteln dem Bergbau südlich der Mergelgrenze sehr einfache Zugangsmöglichkeiten zu den Steinkohleflözen ermöglichten.